# Best
Best es un municipio y una población de la provincia de Brabante Septentrional, Países Bajos. El 30 de abril de 2017 tenía 29.375 habitantes en un área de 35,10 km², de los 0,79 km² corresponden a la superficie ocupada por el agua. Está localizada al noroeste de Eindhoven y se considera parte de la zona conurbada de esta última. La zona de Best fue habitada desde tiempos del Imperio romano, aunque el primer escrito sobre Best es del año 775.